# Onnaing
Onnaing ist eine französische Gemeinde mit 8567 Einwohnern (Stand: 1. Januar 2022) im Département Nord in der Region Hauts-de-France. Sie gehört zum Kanton Anzin im Arrondissement Valenciennes und ist Mitglied im Gemeindeverband Valenciennes Métropole.

## Geographie
Die Gemeinde Onnaing liegt im Nordfranzösischen Kohlerevier, fünf Kilometer nordöstlich von Valenciennes und vier Kilometer westlich der Grenze zu Belgien an der Autoroute A2 und der Route nationale 29.
Umgeben wird Onnaing von den Nachbargemeinden Fresnes-sur-Escaut im Norden, Vicq im Nordosten, Quarouble im Osten, Rombies-et-Marchipont im Südosten, Estreux im Süden, Saint-Saulve im Südwesten sowie Escautpont und Bruay-sur-l’Escaut im Nordwesten.

## Geschichte
Die erste bisher entdeckte urkundliche Erwähnung gründet sich auf eine Urkunde König Heinrichs I., der dem Kloster Crespin im Oktober 931 Land und Leute in der "villa" Onnaing schenkt.

## Bevölkerungsentwicklung
| Jahr                       | 1962   | 1968 | 1975 | 1982 | 1990 | 1999 | 2006 | 2013 | 2020 |
| Einwohner                  | 10.044 | 9673 | 9715 | 9157 | 9173 | 8779 | 8696 | 8710 | 8742 |
| Quellen: Cassini und INSEE |        |      |      |      |      |      |      |      |      |

## Wirtschaft
Onnaing blickt auf eine lange Bergbautradition zurück. An den früheren Steinkohlebergbau erinnern noch die früheren Bergarbeitersiedlungen Cité Voltaire, Cité des Quatre Chasses, Cité de la fosse Cubvinot und Cité de la Roudrtère sowie die große Halde der ehemaligen Zeche Cuvinot.
Zwischen 1821 und 1938 waren die Keramikfayencen aus Onnaing bekannt.
Heute ist Onnaing ein Standort von Toyota Motor Manufacturing France.

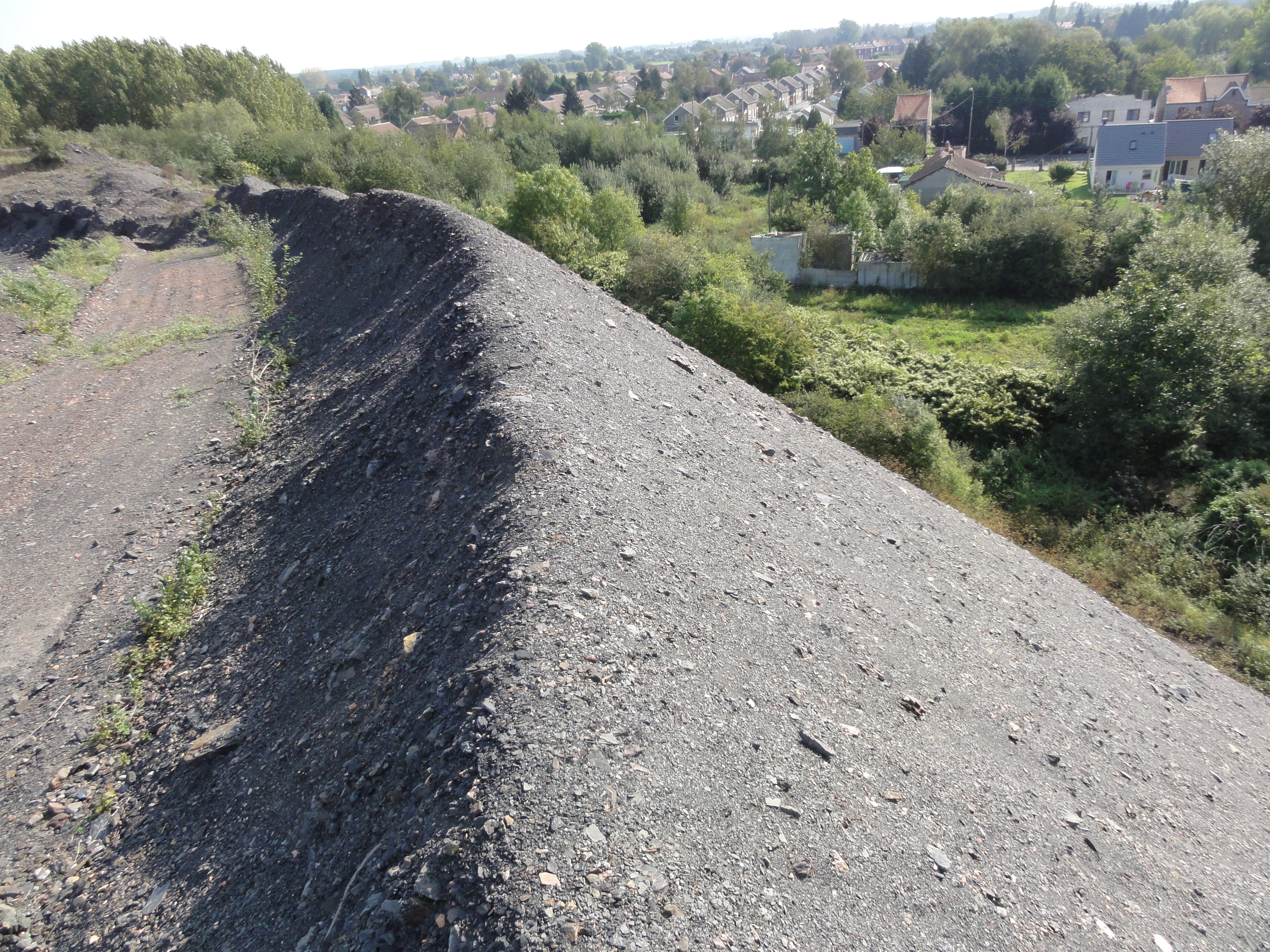
30 m hohe Abraumhalde der ehemaligen Zeche Cuvinot
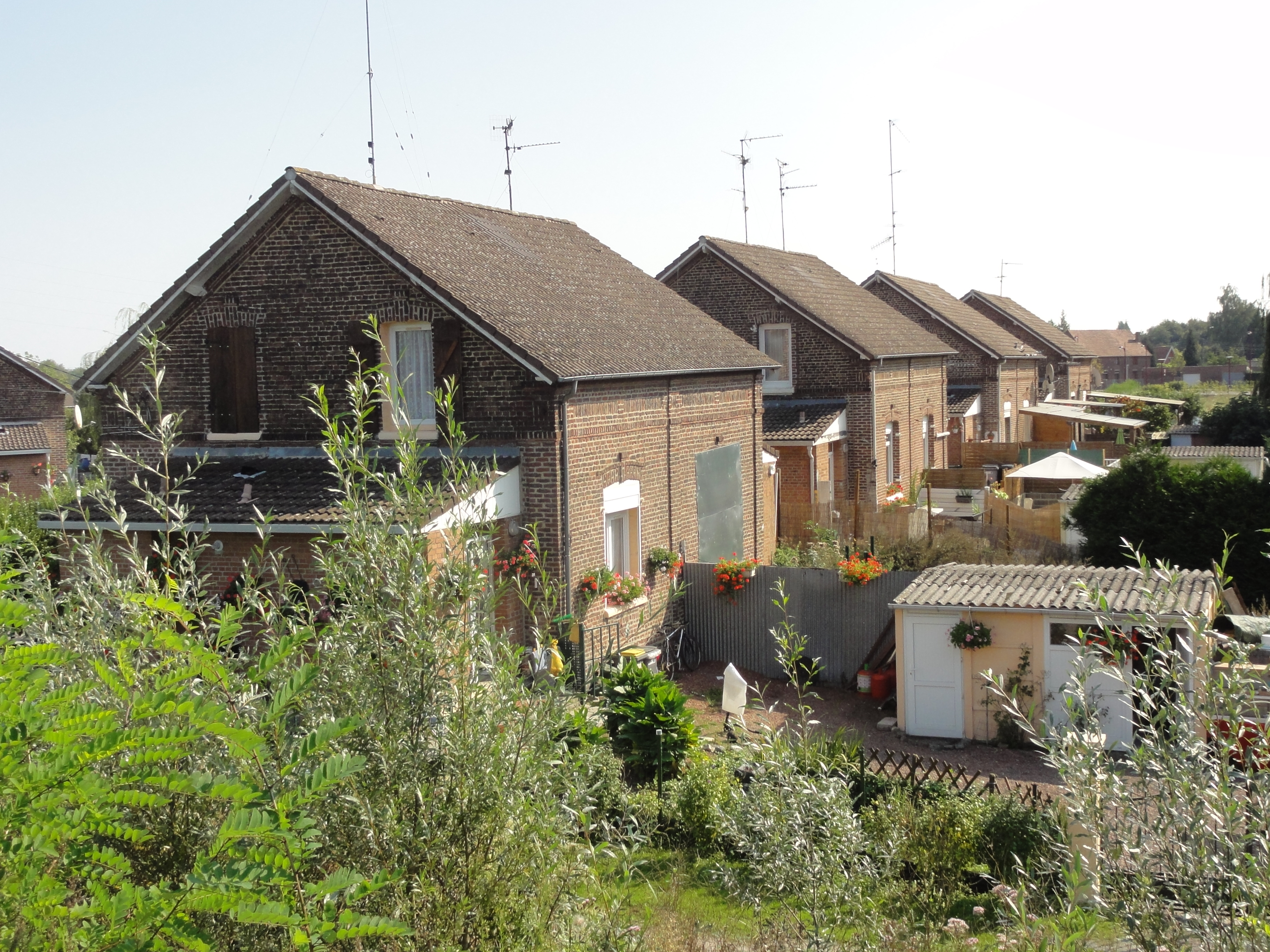
Bergarbeitersiedlung Cité de la fosse Cuvinot

## Persönlichkeiten
- Paul-Élie Gernez (1888–1948), Maler, Aquarellist, Grafiker und Illustrator
- Ali Fergani (* 1952), frankoalgerischer Fußballspieler